# Mount Berlin
Der Mount Berlin ist ein Doppelvulkan in der Region Marie-Byrd-Land in Antarktika. Mit einer Höhe von 3478 m am Berlin Crater ist er der sechsthöchste der gesamten Antarktis.
Mount Berlin ist der westlichste und mit einem Alter von etwa 2,5 Mio. Jahren der jüngste der drei großen Schildvulkane der Flood Range. Er besteht aus einem breiten Schild, aus dem sich in einem Abstand von etwa 3,5 Kilometern der Berlin Crater und der Merrem Peak mit ihren etwa zwei Kilometer weiten Calderen erheben. Die Basis ist komplett vom Eis des Westantarktischen Eisschilds bedeckt. Aufgrund von Fumarolen, die entlang des westlichen und nördlichen Kraterrandes am Berlin Crater beobachtet wurden, geht man davon aus, dass der Mount Berlin auch heute noch aktiv ist. An diesen Stellen bilden sich für antarktische Vulkane charakteristische Eistürme.
Die Lavaströme an beiden Kratern und die Ablagerungen vulkanischen Auswurfs im Eis deuten auf mehrere Ausbrüche der Vulkane innerhalb der letzten 100.000 Jahre hin; nach einer Untersuchung nach der 40Ar/39Argon-Methode liegen die letzten ungefähr 10.000 Jahre zurück. Aus der Korngröße der vulkanischen Asche von 17 bis 18 mm sowie der weiten Streuung der Körner über 30 Kilometer wird geschlossen, dass die Ausbrüche hochexplosiv waren.

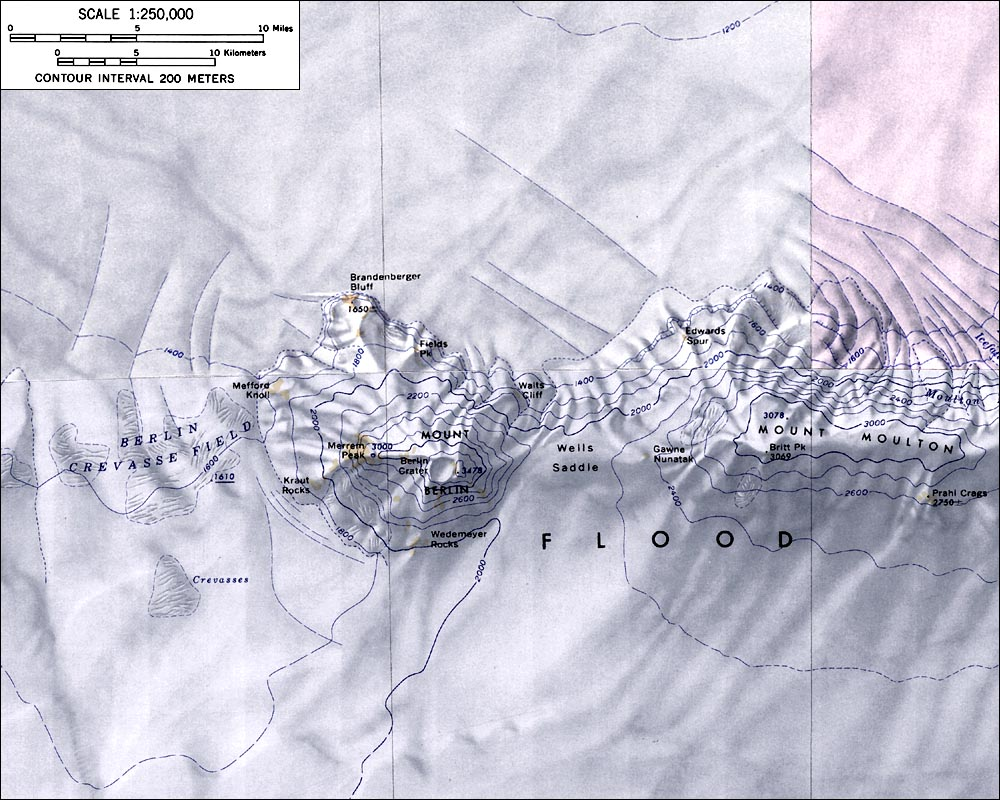
Topografische Karte des Mount Berlin und des Mount Moulton (Maßstab 1:250.000) des USGS

Westlich gelegen ist das Berlin-Gletscherspaltenfeld.

## Entdeckung und Name
Entdeckt wurde der Vulkan während Byrds zweiter Expedition im Zeitraum von November bis Dezember 1934. Er nannte den Berg ursprünglich Mount Hal Flood. Der Name „Flood“ wird nun für die gesamte Bergkette benutzt. Der Berg bekam den Namen „Berlin“ nach Leonard M. Berlin (1908–2004), der die erste Schlittenexpedition dorthin unternahm.